# Cuisine jordanienne

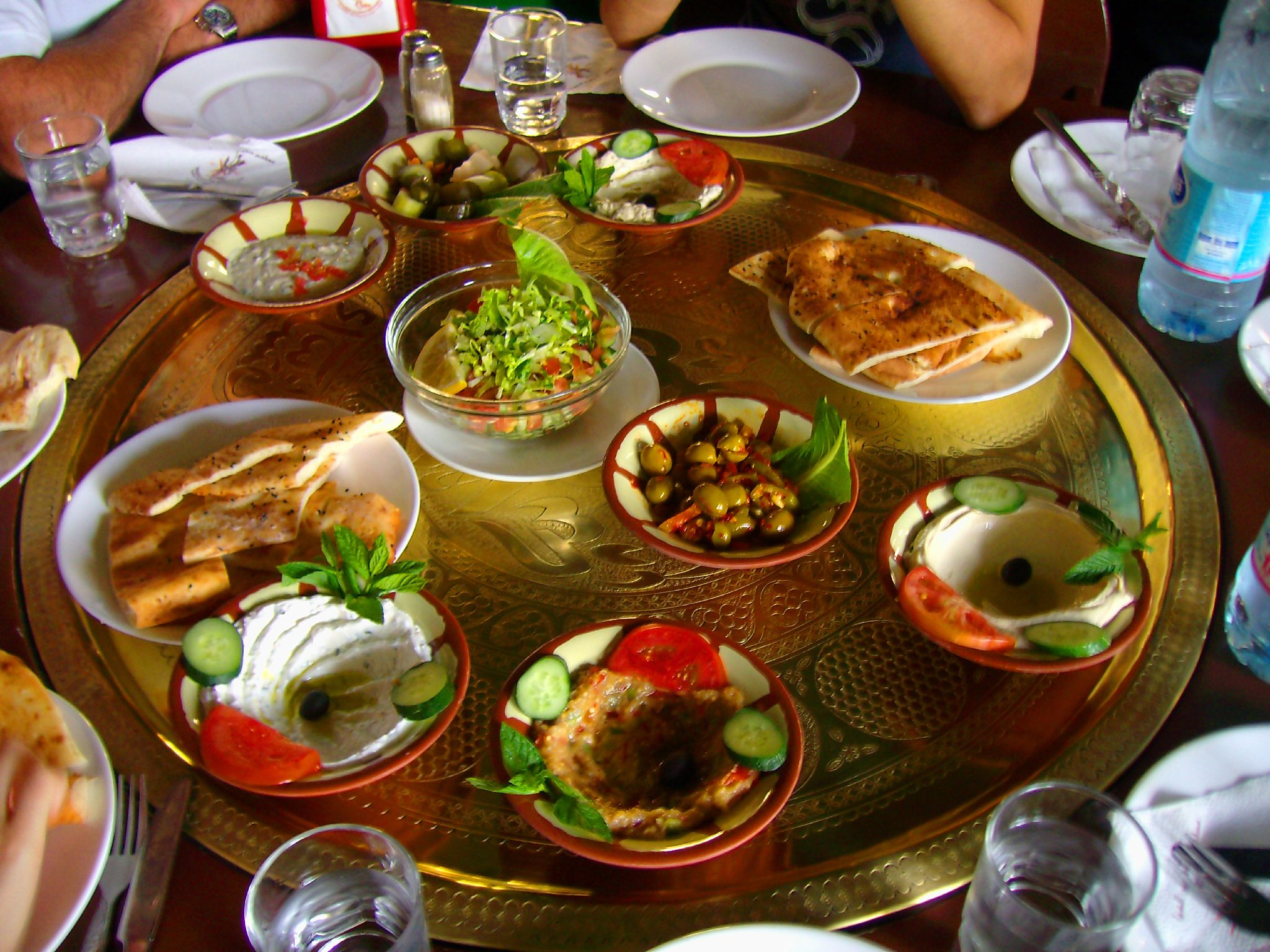
Un plateau de mézés, à Pétra.

La cuisine jordanienne fait référence aux différents mets et préparations culinaires de Jordanie.

## Principaux plats jordaniens
- Mansaf : plat typiquement jordanien, considéré comme le plat national. Il est préparé avec des morceaux d'agneau cuits dans une sauce au yaourt fermenté et séché appelé le jamid, et est servi avec du riz ou du boulghour.
- Saniyat dajaj : il s'agit de poulet cuit avec des pommes de terre, des tomates et des oignons. Ce qui confère à ce plat sa spécificité, c'est la combinaison aromatique d'épices telles que la cannelle, la noix de muscade, le poivre, le poivre de la Jamaïque, la cardamome…
- Maqlouba : connue également sous le nom de « poulet renversé », la maqlouba est un ragoût formé de couches de riz, de légumes et de viande.
- Maftoul : variante levantine du couscous que l'on retrouve notamment en Jordanie.
- Kofta b'tahini : il s'agit de viande épicée et hachée, cuite dans du tahini et surmontée de fines tranches de pommes de terre et de pignons ; le tout est servi avec du riz.
- Kofta b'bandoora : viande épicée et hachée, cuite dans de la sauce tomate et servie avec du riz.
- Agnelet farci : l'agnelet farci est un plat populaire en Jordanie, où les gens aiment les repas copieux et lourds. Il est fait d'agneau rôti, farci avec du riz, des oignons hachés, des noix et des raisins secs.
- Hash w nash : plat de kebabs et de shish taouk.
- Athan al-shayeb : ce terme signifie « les oreilles du vieil homme à cheveux gris ». Il s'agit d'un plat de pâtes ou de jiaozi, considéré parfois comme une variante locale des raviolis. Après avoir été farcies de bœuf haché et d'épices, les fines enveloppes de pâte de froment sont cuites dans le jamid, et servies chaudes dans cette sauce. Un autre nom donné à ce plat est le shishbarak.
- Zarb : barbecue bédouin, pour lequel viandes et légumes sont cuits dans un vaste four enterré.
- Galayet bandora : tomates sautées en ragoût avec de l'ail, de l'huile d'olive, du sel, et le tout surmonté de pignons. Le plat peut être accompagné de riz, mais la plupart des Jordaniens lui préfère le pain.
- Burghul ahmar : boulghour cuisiné avec de la sauce tomate, et servi avec de la volaille.
- Burghul bzeit : boulghour cuisiné à l'huile d'olive, et servi avec de la volaille.